# Трикутник Пенроуза

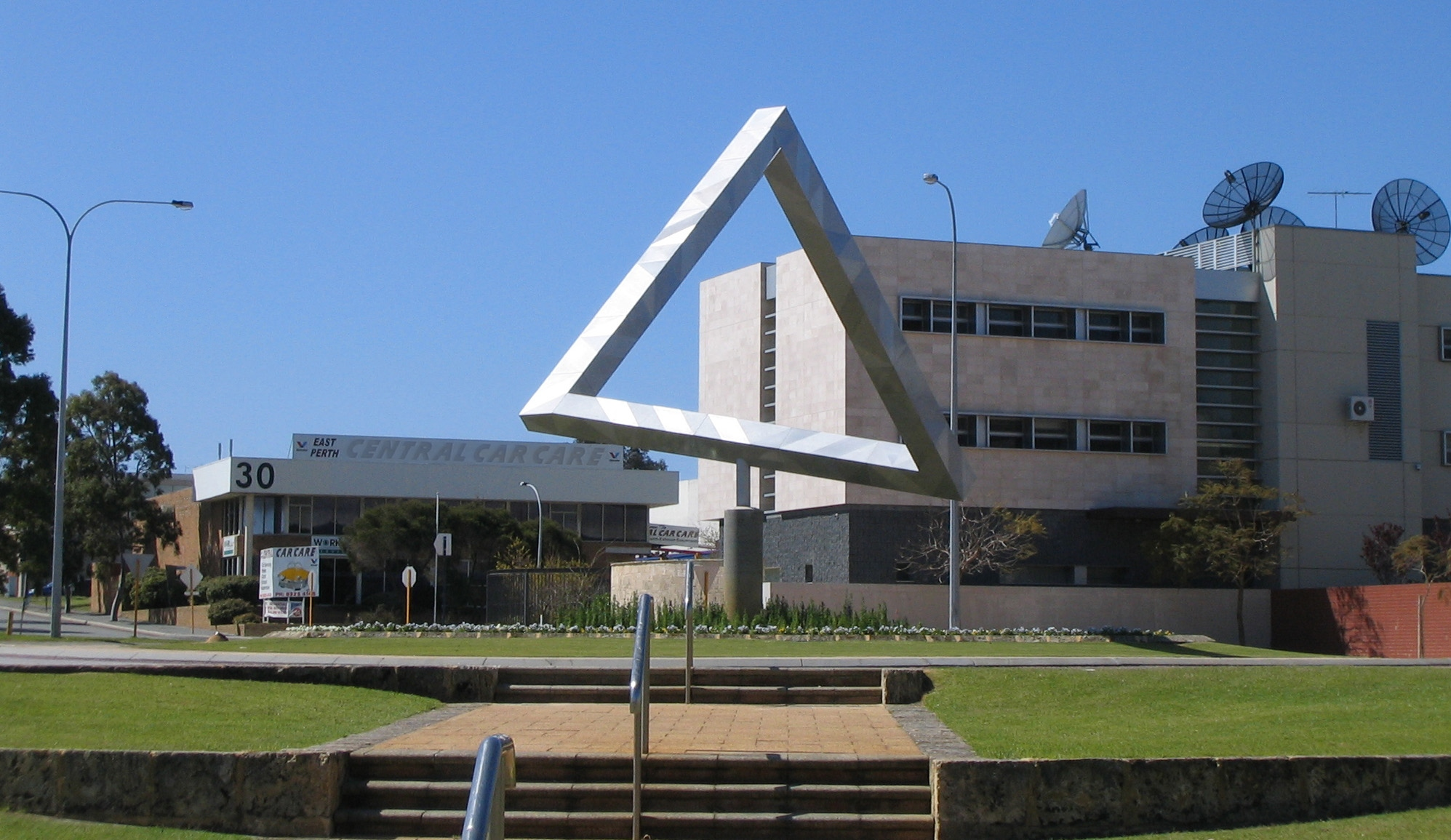
Скульптура неможливого трикутника, Перт, Австралія

Трикутник Пенроуза — одна з основних неможливих фігур, відома також під назвами неможливий трикутник і трибар. Був відкритий в 1934 році шведським художником Оскаром Реутерсвардом, який зобразив його у вигляді набору кубиків. У 1980 році цей варіант неможливого трикутника був надрукований на шведських поштових марках.
Широку популярність ця фігура набула після опублікування статті про неможливі фігури в Британському журналі психології англійським математиком Роджером Пенроузом. У цій статті неможливий трикутник був зображений в найзагальнішій формі — у вигляді трьох балок, з'єднаних одна з одною під прямими кутами. Під впливом цієї статті у 1961 році голландський художник Мауріц Ешер створив одну зі своїх знаменитих літографій «Водоспад». 13-метрова скульптура неможливого трикутника з алюмінію була споруджена в 1999 році в місті Перт (Австралія)

## Інші багатокутники Пенроуза
Можливо створити багатокутні аналоги трикутника Пенроуза — багатокутник Пенроуза — хоча візуальний ефект не такий разючий як з трикутником, і послаблюється при збільшенні кількості кутів. Об'єкти здаються трохи перекрученими та викривленими.

Квадрат Пенроуза
П'ятикутник Пенроуза
Шестикутник Пенроуза
Восьмикутник Пенроуза

## Галерея

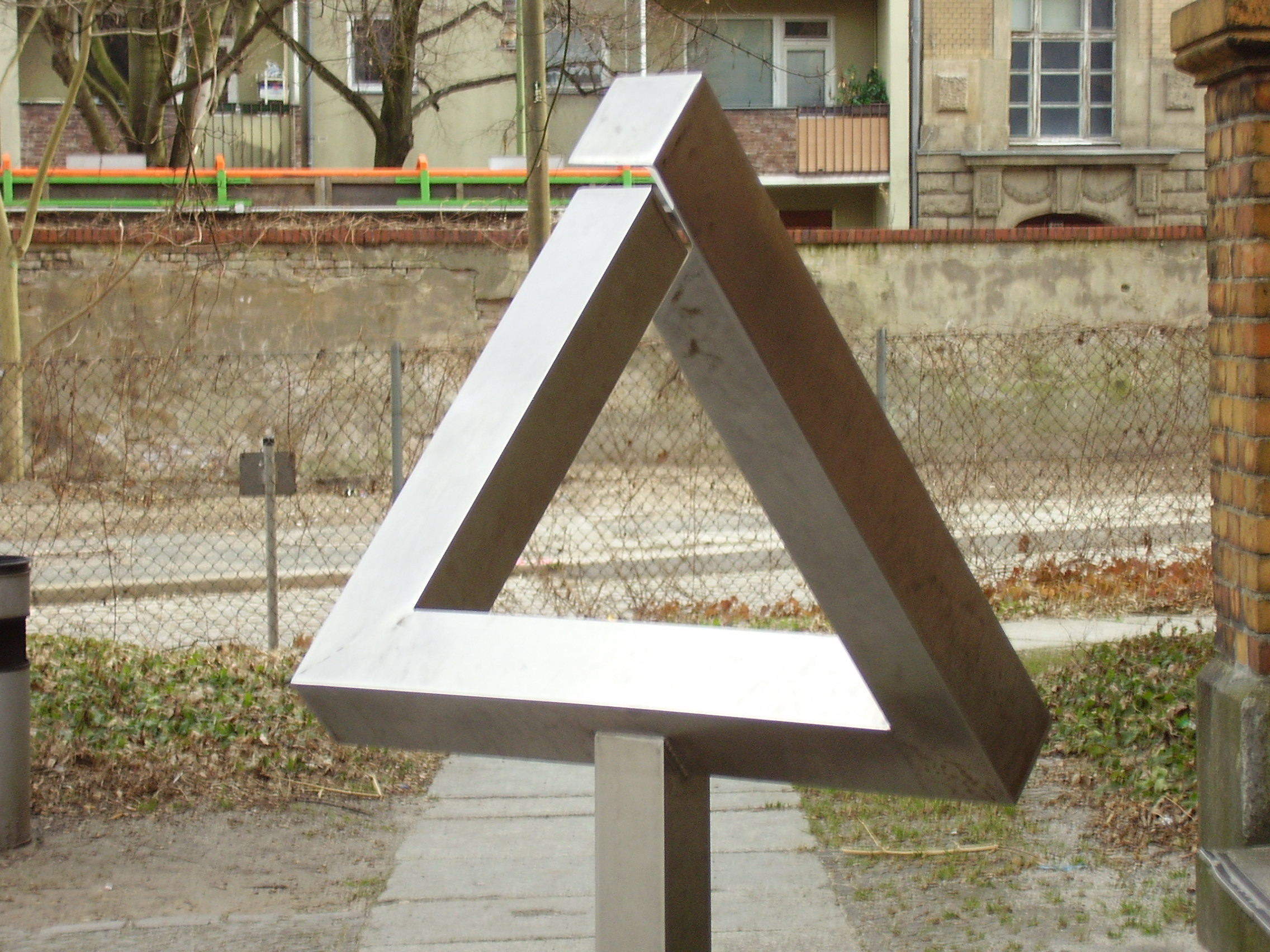
Німецький музей техніки, Берлін
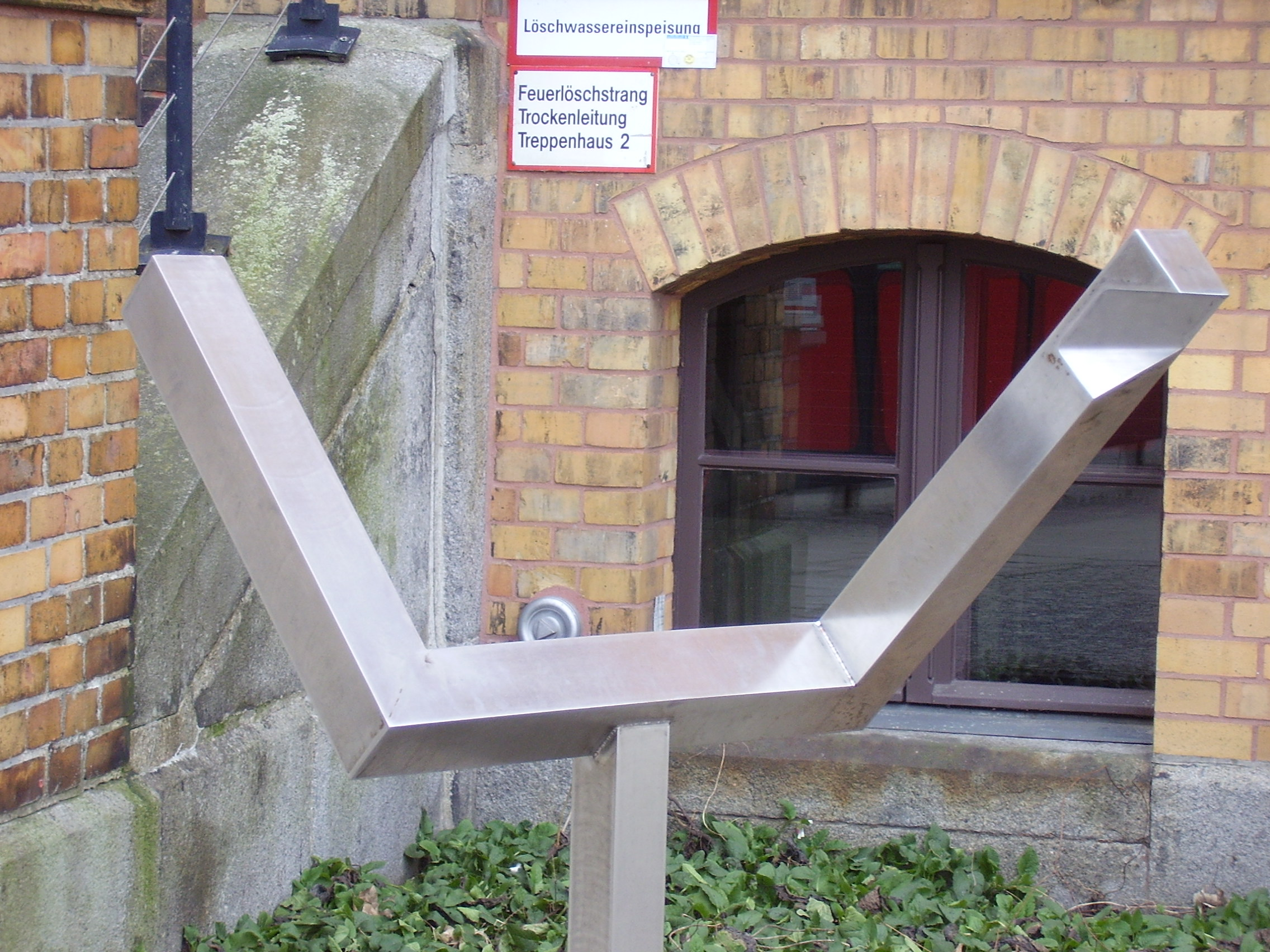
Німецький музей техніки, Берлін
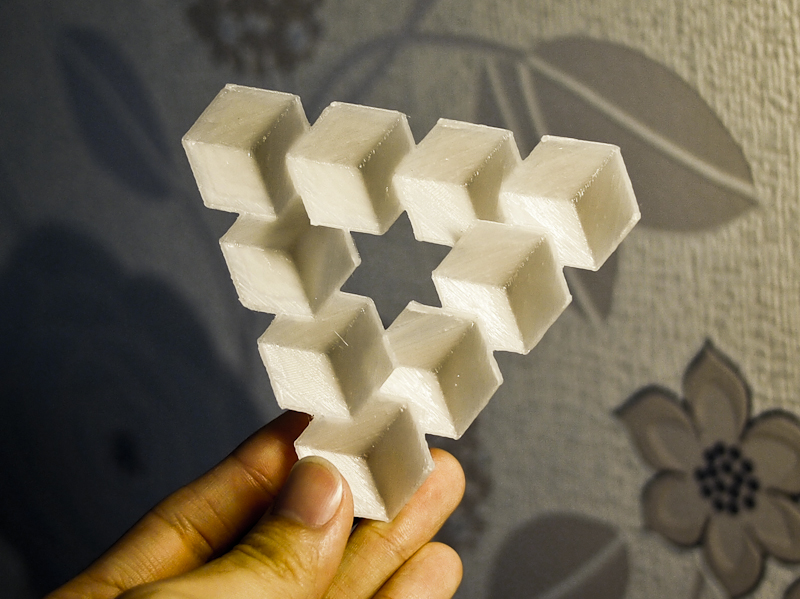